# Upigny
Upigny is een klein dorp in de Belgische provincie Namen en een deelgemeente van de Waalse gemeente Éghezée. Het was een zelfstandige gemeente tot het bij de fusie van 1977 toegevoegd werd aan de gemeente Éghezée.
Upigny ligt ten zuidwesten van de dorpskern van Éghezée aan de Mehaigne. De weg van Éghezée naar Charleroi passeert ten noorden van de dorpskom.
Tot 1837 was Upigny steeds een gehucht dat afhing van Dhuy. In dat jaar werd het een zelfstandige gemeente.
Upigny is een landbouwdorp en is sinds 1985 gekend voor de artisanale productie van foie gras.

## Bezienswaardigheden
- De Sint-Pieterskerk (Église Saint-Pierre) is een classicistisch kerkgebouw uit 1783.
- Verscheidene 17de- en 18de-eeuwse boerderijen.

## Natuur en landschap
Upigny ligt aan de Mehaigne. De hoogte aan de kerk bedraagt 157 meter.

## Demografische ontwikkeling
- Bronnen:NIS, Opm:1831 tot en met 1970=volkstellingen, 1976= inwoneraantal op 31 december

## Nabijgelegen kernen
Saint-Germain, Mehaigne, Longchamps, Dhuy
Deelgemeenten: Aische-en-Refail · Bolinne · Boneffe · Branchon · Dhuy · Hanret · Leuze · Liernu · Longchamps · Mehaigne · Noville-sur-Mehaigne · Saint-Germain · Taviers · Upigny · Waret-la-Chaussée

Belgische gemeenten · arrondissement Namen · provincie Namen · Wallonië